# Synoicum incrustatum
Synoicum incrustatum är en sjöpungsart som först beskrevs av Sars 1851.  Synoicum incrustatum ingår i släktet Synoicum och familjen klumpsjöpungar. Inga underarter finns listade i Catalogue of Life.